# Dyan Sheldon
Dyan Sheldon (* in New York City) ist eine US-amerikanische Schriftstellerin, die Bücher für Kinder und Jugendliche sowie für Erwachsene schreibt. 

## Leben
Aus Brooklyn stammend, verbrachte sie einen Teil ihrer Kindheit auf Long Island. Nach mehreren Stationen in den USA lebt sie heute in London. Sie hat eine Tochter.
Dyan Sheldon verfasste hauptsächlich Kinder- und Jugendbücher, des Weiteren auch einige Bilderbücher sowie Romane für Erwachsene. 
Ihr Science-Fiction-Roman für Jugendliche Perfect, der von ihrem üblichen Stil abweicht, wurde unter dem Pseudonym „D. M. Quintano“ veröffentlicht. Ihr Roman Confessions of a Teenage Drama Queen wurde ein Nr.-1-New-York-Times-Bestseller. Er wurde 2004 unter demselben Namen von Sara Sugarman für Disney mit Lindsay Lohan in der Hauptrolle verfilmt. Im deutschsprachigen Raum trug der Film den Titel Bekenntnisse einer Highschool-Diva.

## Werke

### Erwachsenenromane
- Victim of Love. Heinemann, London 1982, ISBN 0-434-69526-2.
- Dreams of an Average Man. Crown Publishers, New York 1985, ISBN 0-517-56139-5.[5]
- My Life as a Whale. Villard Books, New York 1992, ISBN 0-679-40691-3.[6]
  - Von einem, der auszog, die Frauen zu meiden. Droemer Knaur, München 1993, ISBN 3-426-65018-5.

### Jugendbücher
- Tall, Thin and Blonde. 1993.
  - Schick wie eine Bohnenstange. Ueberreuter, Wien 1996, ISBN 3-8000-2445-4.
  - Ich bin wie ich bin. Ravensburger Taschenbuch, Ravensburg 2000, ISBN 3-473-58307-3 (Taschenbuchausgabe).
- You Can Never Go Home Anymore. 1993.
- The boy of my Dreams. 1997. Deutsch Der Junge meiner Träume. Ueberreuter, Wien 2000, ISBN 3-8000-2631-7.
- Confessions of a Teenage Drama Queen. 1999. 
  - Bekenntnisse einer Highschooldiva. Ueberreuter, Wien 2001, ISBN 3-8000-2769-0.
- And Baby Makes Two. 2000. 
  - Eins und eins = drei. Ueberreuter, Wien 2001, ISBN 3-8000-2794-1.
- My Perfect Life. 2002.
- Planet Janet. 2003.
- Sophie Pitt-Turnbull Discovers America. 2005.
- Perfect. 2005. (unter dem Pseudonym D. M. Quintano)
- I Conquer Britain. 2006.
- Confessions of a Teenage Hollywood Star. 2006.

### Kinderbücher
- Harry and Chicken. 1990.
  - Harry und Hühnchen. Oetinger, Hamburg 1991, ISBN 3-7891-4703-6.
- My Brother Is a Visitor from Another Planet. 1992.
  - Mein Bruder, der Ausserirdische. Kerle, München/Wien 1996, ISBN 3-85303-101-3.
- Only Binky. 1993.
  - Typisch Binky. Kerle, München/Wien 1995, ISBN 3-85303-009-2.
- Bad Place for a Bus Stop. 1994.
- Lizzie and Charley Go Shopping. 1999.
- Undercover Angel. 2000.
- The Difficulties of Keeping Time. 2008.

Bilderbücher
- 1991 The Whales’ Song
- 1994 Under the Moon (anderer Titel The Garden)
- 1997 Unicorn Dreams (anderer Titel Unicorn City)
- 2003 The Last Angel
- 2004 Vampire Across the Way